# Phaophi
Dans l'Égypte antique, Phaophi en grec : Φαωφί, « Phaōphí », également appelé Paopi en copte : Ⲡⲁⲱⲡⲉ, « Paōpe » et Babah en arabe : بابه, « Baba » ; son nom en égyptien ancien (« Paenopet ») signifie « celui d'Opet », car le mois célébrait à l'origine la fête d'Opet. Les anciens Égyptiens croyaient que durant ce mois, la divinité du soleil Amon-Rê se déplaçait de Karnak à Louxor pour célébrer la bellee fête d'Opet. C'est le second mois de la saison d'Akhet (inondation) du calendrier nilotique (basé sur la crue du Nil lorsque les crues du Nil inondaient les terres). Ce mois correspond à août-septembre.

## Synaxaire coptedu mois de Paopi
| Calendriers | Calendriers  | Calendriers | Commémorations |
| Copte       | Julien       | Grégorien   | Commémorations |
| ----------- | ------------ | ----------- | --- |
| Paopi 1     | Septembre 28 | Octobre 11  | - Martyre d'St. Anastasie. |
| 2           | 29           | 12          | - Arrivée de St. Sévère, Patriarche d'Antioche, dans les monastères coptes égyptiens. |
| 3           | 30           | 13          | - Départ de St. Simon, le 51e pape d'Alexandrie. - Martyre de St. Jean, le soldat. |
| 4           | Octobre 1    | 14          | - Martyre de St. Bacchus, l'ami de St. Serge. |
| 5           | 2            | 15          | - Martyre de St. Paul, patriarche de Constantinople. |
| 6           | 3            | 16          | - Départ de Hannah, la prophétesse, mère de Samuel, le prophète. |
| 7           | 4            | 17          | - Départ de St. Paul de Tammah. - Martyre de St. Menas et St. Hasina. |
| 8           | 5            | 18          | - Martyre de St. Matra. - Martyre de St. Hor, Ste Suzanne (Tosia) et ses enfants, et de St. Agathon, l'ermite.                                                                                                   |
| 9           | 6            | 19          | - Départ de St. Eumène, le 7e pape d'Alexandrie. - Éclipse de soleil en l'an 1242. - Commémoration de St. Simon, l'évêque.                                                                                       |
| 10          | 7            | 20          | - Martyre de St. Serge, l'ami de St. Bacchus. |
| 11          | 8            | 21          | - Départ de Saint Jacques, Patriarche d'Antioche. - Départ de Ste Pélagie. |
| 12          | 9            | 22          | - Commémoration de Michel, l'archange. - Martyre de St. Matthieu, l'évangéliste. - Départ de St. Démétrius, le 12e pape d'Alexandrie.                                                                            |
| 13          | 10           | 23          | - Départ de St. Zacharias, le moine. |
| 14          | 11           | 24          | - Départ de St. Philippe, l'un des sept diacres. |
| 15          | 12           | 25          | - Martyr de St. Pantaléon, le médecin. |
| 16          | 13           | 26          | - Commémorations de St; Carpus, St. Apollos (Papylus) et St. Pierre, disciples de St. Isaïe l'ermite. - Départ de St. Agathon, le 39e pape d'Alexandrie.                                                         |
| 17          | 14           | 27          | - Départ du St. Dioscorus, le 31e pape d'Alexandrie. |
| 18          | 15           | 28          | - Départ de St. Théophile, 23e pape d'Alexandrie. |
| 19          | 16           | 29          | - Assemblée du Conseil d'Antioche contre Paul de Samosate, en 280 après J.-C. - Martyre de St. Théophile et de sa femme au Fayoum.                                                                               |
| 20          | 17           | 30          | - Départ de St. Jean Colobos, le Bref. |
| 21          | 18           | 31          | - Départ de Joël, le prophète. - Commémoration de la Ste Vierge Marie, la mère de Dieu (Théotokos). - Déplacement du corps de Lazare. - Départ de St. Freig (Abba Tegi, ou Anba Ruwais). - Départ de Mère Irini. |
| 22          | 19           | Novembre 1  | - Martyre de St. Luc, l'évangéliste. |
| 23          | 20           | 2           | - Martyre de St. Denis, évêque de Corinthe. - Départ du St. Joseph, le 52e pape d'Alexandrie. |
| 24          | 21           | 3           | - Départ de St. Hilarion, l'anachorète. - Martyre des saints Paul, Longinus et Dinah (Zena). |
| 25          | 22           | 4           | - Départ de St. Abib et St. Apollo. - Consécration de l'église de St. Jules d'Aqfahs à Alexandrie. |
| 26          | 23           | 5           | - Martyre de St. Simon, l'apôtre. - Commémoration des sept martyrs sur le mont Saint-Antoine. |
| 27          | 24           | 6           | - Martyre de St. Macarius, évêque d'Edkoou (Tkoou). |
| 28          | 25           | 7           | - Martyre de St. Marcian (Marcianus) et St. Mercurius. |
| 29          | 26           | 8           | - Martyre de St. Démétrius de Thessalonique. |
| 30          | 27           | 9           | - Consécration de l'église de Saint-Marc l'Évangéliste et apparition de sa sainte tête. - Départ de St. Abraham (Ibrahim) l'ermite de Memphis.                                                                   |